# NGC 5063
NGC 5063 ist eine Spiralgalaxie vom Hubble-Typ Sa im Sternbild Zentaur am Südsternhimmel. Sie ist schätzungsweise 137 Millionen Lichtjahre von der Milchstraße entfernt und hat einen Durchmesser von etwa 95.000 Lichtjahren. Vermutlich bildet sie zusammen mit NGC 5062 ein gravitativ gebundenes Galaxienpaar und gemeinsam mit zwei weiteren Galaxien gelten sie als Mitglieder der NGC 5063-Gruppe (LGG 340).
Das Objekt wurde  am 1. Mai 1834 vom britischen Astronomen John Herschel mit einem 18-Zoll-Spiegelteleskop entdeckt, der dabei „eF, vS, R; near one or two stars“ notierte.

## NGC 5063-Gruppe (LGG 340)
| Galaxie   | Alternativname | Entfernung / Mio. Lj |
| --------- | -------------- | -------------------- |
| NGC 5062  | PGC 46351      | 140                  |
| NGC 5063  | PGC 46357      | 137                  |
| PGC 45919 | ESO 382-016    | 140                  |
| PGC 46320 | ESO 382-034    | 146                  |